# Никологорский, Валерий Григорьевич
Никологорский Валерий Григорьевич (18 апреля 1941, Комсомольск, Ивановская область, СССР) — российский политический деятель, член Совета Федерации (1996—2001), Председатель Законодательного Собрания Ивановской области (1996—2000).

## Образование и трудовая деятельность
Окончил Ивановский энергетический институт по специальности «инженер-электрик» (1963), Горьковскую высшую партийную школу по специальности «политолог» (1982), заочное отделение экономического факультета Ивановского государственного университета (1994).
После окончания института в 1963—1966 годах работал мастером по ремонту и эксплуатации оборудования управления «Азнакаевнефть», инженером, старшим инженером подстанции Бугульминских электросетей (Татарская АССР). В 1966 году вернулся в Ивановскую область и до 1978 г. работал в тресте «Верхневолжсксельэлектросетьстрой» сначала инженером, потом старшим инженером, заместителем начальника отдела треста. В 1975—1977 гг. занимался обучением египетских специалистов работе на электростанциях в качестве инженера «Главзагранэнерго».

## Политическая деятельность
С 1978 года — на партийной работе: инструктор отдела райкома КПСС, секретарь парткома Ивановского домостроительного комбината, секретарь парткома треста «Ивпромстрой», инструктор отдела сначала Ивановского горкома, потом — Ивановского обкома КПСС.
В 1984—1987 гг. — второй секретарь Ивановского райкома КПСС.
В 1987—91 гг. — председатель райисполкома Ивановского района Ивановской области, с 1992 года по 1996 года — глава администрации Ивановского района.
В 1994 году был избран депутатом Законодательного собрания Ивановской области, а 9 февраля 1996 стал его Председателем.
Член Совета Федерации второго созыва. Член Комитета СФ по международным делам с 20 марта 1996 года.
1 декабря 1996 года избран в новый состав Законодательного собрания области, а 11 декабря 1996 вновь избран большинством голосов его Председателем. Полномочия члена Совета Федерации подтверждены 25 декабря 1996 года.
В настоящее время на пенсии.
Член Общественной палаты Ивановской области, входит в состав комиссии по экономическому развитию, аграрной политике и поддержке предпринимательства.
Председатель общественного совета при администрации Ивановского муниципального района.
11 октября 2017 года единогласно избран председателем совета ветеранов Ивановской областной думы.

## Награды
- медаль ВДНХ (1969);
- медаль «Ветеран труда» (1989);
- медаль «В память 850-летия Москвы» (1997);
- Благодарственное письмо Законодательного Собрания Ивановской области (1999);
- Почётная грамота Законодательного собрания и Администрации Ивановской области (2000);
- Почётная грамота Совета Федерации Федерального Собрания Российской Федерации (2001);
- Почётная грамота Государственной Думы Федерального Собрания Российской Федерации (2004);
- Почётный знак «10 лет. Законодательное Собрание Ивановской области» (2004);
- Почетный знак Государственной Думы Федерального Собрания Российской Федерации «За заслуги в развитии парламентаризма» (2009);
- Медаль «Совет Федерации. 15 лет» (2009);
- Почётный гражданин Комсомольска (2011)[5];
- Почётный гражданин Ивановского района (2011)[6].

## Семья и увлечения
Имеет двоих сыновей. Увлекается садоводством, литературой, музыкой.